# Ghiacciaio Rabot
Il ghiacciaio Rabot è un ghiacciaio tributario lungo circa 12 km situato nella regione sud-occidentale della Dipendenza di Ross, nell'Antartide orientale. Il ghiacciaio, il cui punto più alto si trova a circa 2600 m s.l.m., si trova nei monti della Regina Elisabetta, nell'entroterra della costa di Shackleton, dove nasce dal versante nord-orientale del monte Rabot per poi scorrere verso ovest tra l'altopiano di Bartrum, a nord, e il monte Counts, a sud, fino a unire il proprio flusso a quello del ghiacciaio Marsh.

## Storia
Il ghiacciaio Rabot è stato così battezzato dai membri della squadra settentrionale della spedizione neozelandese di esplorazione antartica svolta nel periodo 1961-62 in associazione con il monte Rabot, a sua volta così chiamato in onore del glaciologo francese Charles Rabot, per anni direttore della rivista La Geographie.